# Marek Kohn
Marek Kohn est un journaliste scientifique et auteur dont les ouvrages portent sur l'évolution, la biologie et la société. 

## Formation et carrière
Il a obtenu une licence de neurobiologie à l'université du Sussex puis un doctorat auprès de l'université de Brighton et il est fellow dans ces deux institutions. Actuellement, il est chercheur honoris causa auprès de la seconde. Il a rédigé sept livres et des centaines d'articles. Ses écrits sont parus dans The Independent, New Scientist, Prospect, Financial Times, and The Guardian ; il est aussi rédacteur pour New Statesman. Dans ses deux premiers ouvrages, il se concentre sur les drogues, leur histoire culturelle et leurs enjeux politiques. 
Son livre A Reason for Everything (2004) a reçu des critiques élogieuses, notamment de la part du biologiste Steve Jones dans la revue Nature et de la part d'Andrew Brown, auteur de The Darwin Wars et critique pour The Guardian. 
Kohn s'est aussi exprimé sur les éventuels effets à long terme du changement climatique sur l'environnement et la société en Grande-Bretagne, les inégalités dans le domaine de la santé, la psychologie évolutionniste de la confiance et la place des Polonais dans la société britannique. 
Kohn vit à Brighton avec son épouse, Sue Matthias Kohn, et leur fils.

## Livres
- Narcomania: On Heroin (1987)
- Dope Girls: The Birth of the British Drug Underground (1992; re-released 2003)
- The Race Gallery: The Return of Racial Science (1995; re-released 1996)
- As We Know It: Coming to Terms with an Evolved Mind (1999)
- A Reason For Everything: Natural Selection and the English Imagination (2004)
- Turned Out Nice: How the British Isles will Change as the World Heats Up (2010)
- Trust: Self-Interest and the Common Good